# 第508重戰車營
第508重型装甲营（德语：schwere Panzerabteilung 508；缩写：s PzAbt 508）是二战期间德国的一支重型装甲部队（独立营规模的部队）。它曾在意大利中北部作战，对抗盟军。直到1945年5月战争结束投降。